# Beachhandball bei den African Beach Games
Beachhandball ist bei den African Beach Games seit der ersten Austragung 2019 Bestandteil des Programms der Multisportveranstaltung.
Beachhandball ist eine auf dem afrikanischen Kontinent weitestgehend junge, sich aber sehr schnell entwickelnde Sportart. Ägypten war zwar 2004 der erste Weltmeister, danach konnten afrikanische Mannschaften nicht mehr in die Weltspitze finden. Das erste Turnier bei African Beach Games war das erste pan-afrikanische Turnier für Nationalmannschaften, eine kontinentale Meisterschaft wurde erst drei Jahre später das erste Mal ausgetragen.
Tunesien konnte sich die Titel bei beiden Geschlechtern bei der ersten als auch der zweiten Turnier-Austragung gewinnen.

## Frauen
| 2019 Details | Santa Maria Beach Park, Kap Verde | Tunesien | keine Playoffs | Kap Verde | Algerien | keine Playoffs | Kenia  |
| 2023 Details | Tunis, Tunesien                   | Tunesien | keine Playoffs | Kenia     | Mali     | keine Playoffs | Uganda |

### Platzierungen der weiblichen Nationalmannschaften
| Nation         | 2019 | 2023 |
| -------------- | ---- | ---- |
| Algerien       | 03   | 05   |
| Kap Verde      | 02   | 0–   |
| Kenia          | 04   | 02   |
| Mali           | 0–   | 03   |
| Sierra Leone   | 05   | 0–   |
| Tunesien       | 01   | 01   |
| Uganda         | 0–   | 04   |
| Teilnehmerzahl | 5    | 5    |

| Legende | Legende | Legende | Legende                                                                             |
| ------- | ------- | ------- | ----------------------------------------------------------------------------------- |
| 1       | 2       | 3       | Podest-Platzierungen                                                                |
| 4       | 4       | 4       | Halbfinalist, wenn Halbfinale ausgetragen                                           |
| 5 bis 8 | 5 bis 8 | 5 bis 8 | Viertelfinalisten, wenn Viertelfinale ausgetragen                                   |
| T       | T       | T       | teilgenommen, aber keine Platzierungsspiele                                         |
| X       | X       | X       | Mannschaft zunächst gemeldet, aber nicht angetreten/kurzfristig abgesagt/verhindert |

## Männer
| 2019 Details | Santa Maria Beach Park, Kap Verde | Tunesien | 2:0 | Togo    | Marokko | 2:1 | Nigeria  |
| 2023 Details | Tunis, Tunesien                   | Tunesien | 2:1 | Marokko | Libyen  | 2:1 | Algerien |

### Platzierungen der männlichen Nationalmannschaften
| Nation         | 2019 | 2023  |
| -------------- | ---- | ----- |
| Algerien       | 06   | 04    |
| Kap Verde      | 05   | 0–    |
| Kenia          | 08   | 05    |
| Libyen         | 0–   | 03    |
| Mali           | 0–   | 06    |
| Marokko        | 03   | 02    |
| Nigeria        | 04   | 0X    |
| Sambia         | 0–   | 07    |
| Seychellen     | 07   | 0–    |
| Sierra Leone   | 09   | 0–    |
| Togo           | 02   | 0X    |
| Tunesien       | 01   | 01    |
| Teilnehmerzahl | 9    | 7 (9) |

| Legende | Legende | Legende | Legende                                                                             |
| ------- | ------- | ------- | ----------------------------------------------------------------------------------- |
| 1       | 2       | 3       | Podest-Platzierungen                                                                |
| 4       | 4       | 4       | Halbfinalist, wenn Halbfinale ausgetragen                                           |
| 5 bis 8 | 5 bis 8 | 5 bis 8 | Viertelfinalisten, wenn Viertelfinale ausgetragen                                   |
| T       | T       | T       | teilgenommen, aber keine Platzierungsspiele                                         |
| X       | X       | X       | Mannschaft zunächst gemeldet, aber nicht angetreten/kurzfristig abgesagt/verhindert |

## Ranglisten
| 01 | Tunesien  | 2 | – | – | 2 | 2 | – | – | 2 | 4 | – | – | 4 |
| 02 | Marokko   | – | – | – | – | – | 1 | 1 | 2 | – | 1 | 1 | 2 |
| 03 | Kap Verde | – | 1 | – | 1 | – | – | – | – | – | 1 | – | 1 |
| 03 | Togo      | – | – | – | – | – | 1 | – | 1 | – | 1 | – | 1 |
| 03 | Kenia     | – | 1 | – | 1 | – | – | – | – | – | 1 | – | 1 |
| 06 | Algerien  | – | – | 1 | 1 | – | – | – | – | – | – | 1 | 1 |
| 06 | Mali      | – | – | 1 | 1 | – | – | – | – | – | – | 1 | 1 |
| 06 | Libyen    | – | – | – | – | – | – | 1 | 1 | – | – | 1 | 1 |